# Okupacija u 26 slika (1978.)
Okupacija u 26 slika hrvatska je antiratna drama iz 1978. godine koju je režirao Lordan Zafranović. Film je nominiran za Zlatnu palmu u Cannesu te je osvojio Veliku zlatnu arenu u Puli.
Film je neko vrijeme bio tabu tema u Hrvatskoj te se gotovo uopće nije prikazivao 1980-ih i 1990-ih, a izazvao je kontroverze zbog provokativne teme. Protivnici su smatrali da radnja sadrži "antihrvatski" naboj, dok su pobornici isticali da je zapravo Hrvat glavni junak priče, te svojim antifašizmom i priključenju pokretu otpora ukazuje simbolično na otpor Hrvata tijekom fašističke okupacije.
Film je prvi put emitiran u modernoj Hrvatskoj u 2014. godini na kanalu HTV 1 u noćnom terminu.

## Radnja
Dubrovnik, zadnjih par dana prije Drugog svjetskog rata. Hrvat Niko, Talijan Toni i Židov Miho su tri mladića i najbolji prijatelji koji se vole šaliti, bez obzira da li daju lokalnoj prostitutki sitniš da joj mogu pogledati stražnjicu ili tijekom kluba za mačevanje. Dok su bili na jednoj zabavi, iznenada ih je prekinula buka borbenih zrakoplova i pucnjave. Potom u grad ulaze nacistički Nijemci i vojnici fašističke Italije koji cijelo područje stavljaju pod okupaciju. Naknadno, priključuju Dubrovnik NDH te dovode brutalnu diktaturu ustaša, što podijeli mještane: Toni postaje fašist, Miho biva izbačen iz kluba za mačevanje dok Niko i njegov otac Baldo, a i cijela mu obitelj, postaju privrženi antifašisti i vjerni komunisti, te se stoga priključe otporu. 
Niko na jednoj fašističkoj proslavi okrene sliku Mussolinija naopačke. Toni postane pak zadrti antikomunist te se zbliži s Anom, koja zatrudni. U jednoj raciji, fašisti sakupe 10-ak neistomišljenika, uglavnom Židova te jednog pravoslavnog popa koji je držao propovijed na ruskom, te ih autobusom odvezu van iz grada u divljinu, te ih ubiju čekićem. Kapetan u autobusu, Hrvat, nazove fašiste "izrodima", na što ubiju i njega. Baldo također naknadno biva uhićen zbog toga što je javno izrazio svoj prezir prema fašističkom pokretu, te pogiba u pokušaju bijega od deportacije u sabirni logor. Kada se Niko vrati u svoju kuću, naiđe na Tonija koji ga obavijest da je to sad "njegova kuća". Tada ulazi i Miho te njih trojica po posljednji put zapjevaju njihovu pjesmu. Usred pjesme, Niko upuca Tonija. Ulazi Ane te se šokira prizorom. Niko i Miho spremaju stvari te odlaze, priključujući se pokretu otpora.

## Glumačka postava
- Frano Lasić – Niko
- Milan Štrljić – Toni
- Tanja Poberžnik – Ane
- Boris Kralj – Baldo
- Ivan Klemenc – Miho
- Gordana Pavlov – Mara
- Stevo Žigon – Hubička
- Bert Sotlar – Stijepo
- Marija Kohn – Luce
- Karlo Bulić – Paško
- Zvonko Lepetić – Gavran
- Milan Erak – Maraš
- Antun Nalis – Paolo
- Tanja Bošković – Pina
- Izet Hajdarhodžić – Dum Djivo
- Boris Dvornik – Vlaho
- Dušica Zegarac – Cvijeta
- Milka Podrug-Kokotović – Nina Andrejevna
- Rade Marković – Jakov
- Ivica Pajer – Vuko
- Milja Vujanović – Marija
- Krunoslav Šarić – njemački časnik
- Zvonimir Rogoz – admiral
- Zorko Rajčić – gradonačelnik
- Nicola Morelli – general Aleksandro del Marco
- Fahro Konjhodžić – crvenokosi Talijan s bradicom
- Zdenko Jelčić – ustaški krvnik
- Vida Jerman
- Marija Aljinović
- Olga Pivac – žena u autobusu smrti
- Bostjan Hladnik – njemački časnik s fotoaparatom
- Ivica Kunej – pomorski kapetan u autobusu smrti
- Dragoljub Lazarov – Ivo Vučić
- Martin Bahmec
- Tino Crvelin – njemački časnik
- Zlatko Vranjičan
- Radomir Reljić
- Sefkija Halilović
- Baro Kriletić
- Stanko Bogojević
- Antun Bačić
- Ivo Mrcela
- Milan Plečaš – skojevac
- Ferid Terzić – Židov
- Ena Begović – skojevka
- Mirko Boman – biskup

## Nagrade
- Nominacija za Zlatnu palmu u Cannesu.
- Osvojene 3 nagrade na Festivalu igranog filma u Puli (najbolji film, režija, snimatelj).[3]
- Vrnjačka Banja prva nagrada za scenarij.

## Kritike
Iako uglavnom hvaljen, film je izazvao vrlo podvojene reakcije kritike. Nenad Polimac ga je svojedobno nazvao "smećem", zbog čega je u "Poletu" došao na 'crnu listu' (neko ga se vrijeme neutraliziralo kao suradnika "Poleta", nisu mu htjeli objavljivati priloge i branili da se pojavi na radiju i televiziji).
Damir Radić je za Filmski leksikon zapisao:
"Stilski rafiniranim iskazom, Lordan Zafranović uobličuje svoju stalnu temu individualnog i kolektivnog zla, usredotočivši se ovaj put na represiju hrvatskih i talijanskih fašista, uprizorenu u naturalističko-grotesknom ključu, s vrhuncem u glasovitoj sekvenci pokolja u autobusu. Groteskno-karnevaleskni pristup očituje se i u tretmanu seksualnosti, a supostavlja mu se gracilna tjelesnost protagonista. Intrigantno naviještena razrada likova i njihovih odnosa (napose erotskog trokuta s incestuoznim implikacijama Niko – Ane – Toni, te klasno-rodnog obrata u odnosu Niko – Mare) ostaje neostvarena, a ambiciozan pokušaj oslikavanja sveobuhvatne društvene freske s patriotskim građanskim slojem u prvom planu (tematska inovacija u tadašnjem jugoslavenskom filmu) tek je djelomično uspio. Narativno-dramaturški konfuzan, stilski i ugođajno dojmljiv, film je izazvao velike estetsko-političke kontroverze."

## Vanjske poveznice
- Okupacija u 26 slika u internetskoj bazi filmova IMDb-a
- Rani radovi Lordana Zafranovića  Arhivirana inačica izvorne stranice od 28. rujna 2020. (Wayback Machine)